# 渋沢利久
渋沢 利久（しぶさわ りきゅう、1928年1月21日 - ）は、日本の政治家。東京都出身。

## 経歴
- 1965年 - 東京都議会選挙で葛飾区選挙区に日本社会党から出馬し初当選（連続3回）都議として共産党との社共共闘、また公明党や市民団体との革新自治体構想などで動く。
- 1976年12月 -  衆議院旧東京10区に社会党から出馬し初当選（5回）
- 1980年6月 - 衆参同日選で落選。
- 1983年12月 - 衆院選で返り咲き当選。
- 1986年7月 - 衆参同日選で社会党が歴史的大敗を喫した事で石橋政嗣委員長が辞任し、社会党委員長選で土井たか子副委員長が新委員長に選出された事で土井委員長の下で広報局長に就任。
- 1988年2月 - 社会党大会で久保亘副書記長に代わって副書記長に就任。
- 1991年4月 - 地方選で社会党が敗北した事で土井委員長が辞任し副書記長を退任。
- 1992年7月 - 参院選後に党中央執行副委員長に就任。
- 1993年1月 - 田邊誠委員長の辞任で副委員長を退任。7月の衆院選で新党ブームの煽りを受けて落選。
- 1994年6月 - 村山連立内閣が誕生するも村山富市首相の路線転換（日米安保＝堅持、自衛隊＝合憲、日の丸・君が代＝容認）に反発。
- 1995年1月 - 山花貞夫前委員長と共に社会党に離党届を提出し政界引退へ。
- 1998年11月 - 勲二等瑞宝章受章[1]。

## 政策
- 選択的夫婦別姓導入に賛同する[2]。